# لیل یاتی
مایلز پارک مک‌کلوم (به انگلیسی: Miles Parks McCollum؛ زادهٔ ۲۳ اوت ۱۹۹۷) که بیشتر با نام هنری لیل یاتی (به انگلیسی: Lil Yachty) شناخته می‌شود، رپر آمریکایی می‌باشد. او اولین بار در اوت سال ۲۰۱۵ با تک آهنگ های "One Night" و "Minnesota" از آلبوم چندآهنگه Summer شناخته شد.   او اولین میکس تیپ خود را با نام "Lil Boat" را در مارس 2016 منتشر کرد. در 10 ژوئن 2016 ، لیل یاتی اعلام کرد که یک قرارداد ضبط سرمایه گذاری مشترک با Quality Control Music ، کپیتال رکوردز و موتاون رکوردز امضا کرده است . 
میکس تیپ های "Lil Boat"و "Summer Songs 2" در سال ۲۰۱۶ و اولین آلبوم استودیویی او ، "Teenage Emotions" در سال ۲۰۱۷ منتشر شد. دومین آلبوم استودیویی وی ، "Lil boat 2" در ۹ مارس ۲۰۱۸ منتشر شد. سومین آلبوم استودیویی او ، "Nuthin '2 Prove" ، در ۱۹ اکتبر سال ۲۰۱۸ منتشر شد. چهارمین آلبوم استودیویی او ، "Lil Boat 3" ، در ۲۹ مهٔ سال ۲۰۲۳ منتشر شد.

## اوایل زندگی
مک کلوم در مابلتون ، جورجیا متولد شد.  وی در سال ۲۰۱۵ نام هنری «یاتی» را به تصویب رساند و از شهر خود در آتلانتا به شهر نیویورک نقل مکان کرد تا کار خود را آغاز کند. او در حالی که دنبال کنندگان اینستاگرام خود را ایجاد کرد، با یکی از دوستانش ماند و با شخصیت های آنلاین مد خیابانی شبکه شد.  او در مک دونالد کار می کرد. 

## فیلموگرافی
| سال  | فیلم                              | نقش         | يادداشت‌ها      |
| ---- | --------------------------------- | ----------- | -------------- |
| ٢٠١٨ | تایتان‌های نوجوان به سینما می‌آیند! | گرین لنترن  | نقش صداگذاری   |
| ٢٠١٨ | Life-Size 2: A Christmas Eve      | بیت بوکسور  | [ ۱۱ ]         |
| ٢٠١٩ | تیری در تاریکی                    | خودش        |                |
| ٢٠١٩ | How High 2                        | Roger Silas | فیلم تلویزیونی |

## آلبوم شناسی
- (Teenage Emotions (2017
- (Lil Boat 2 (2018
- (Nuthin '2 Prove (2018
- (Lil Boat 3 (2020